# Леонард П'єнтак

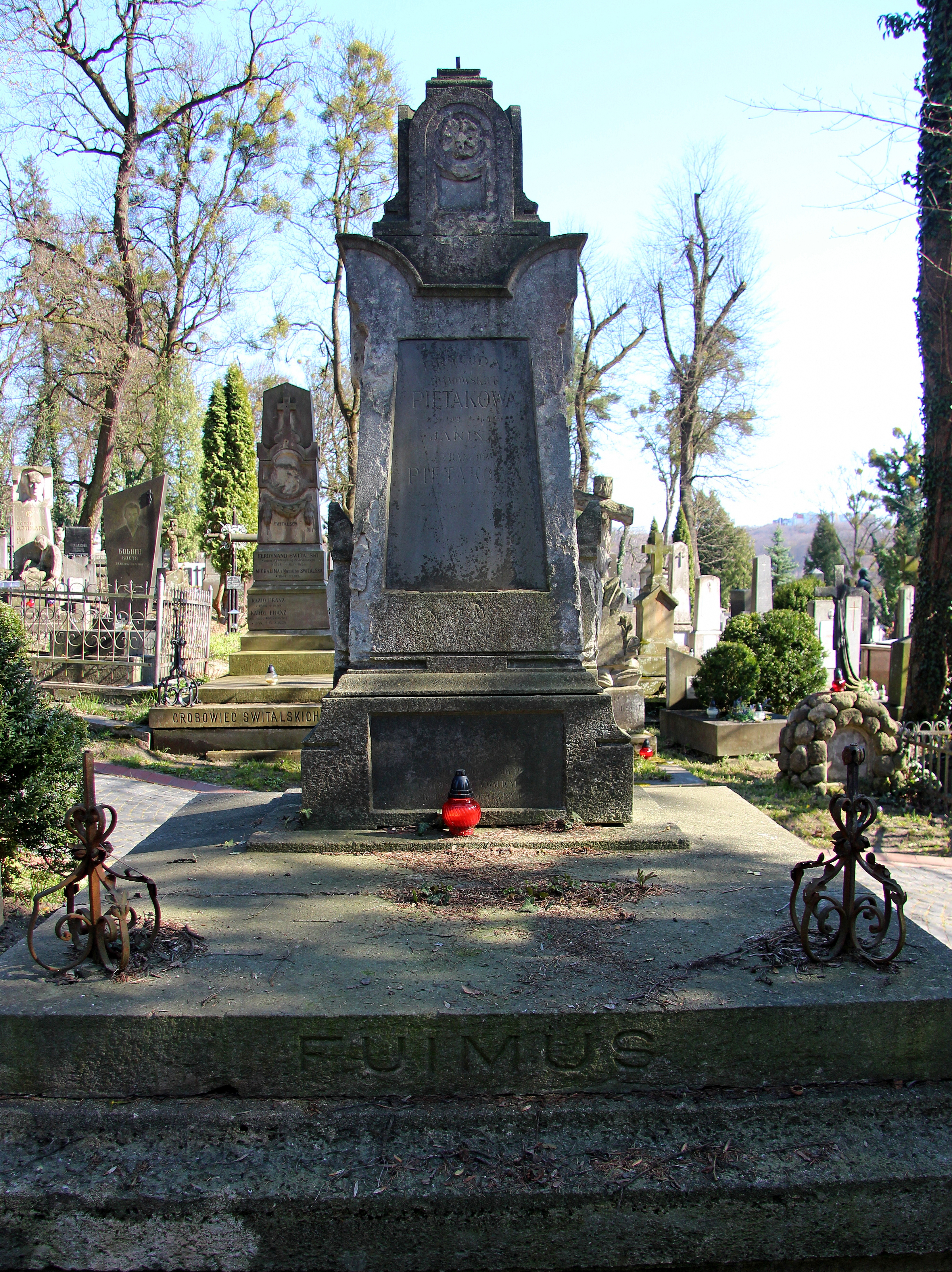

Леонард П'єнтак (пол. Leonard Piętak; 24 лютого 1841, Перемишль — 26 лютого 1909, Відень) — польський юрист, професор, декан і ректор Львівського університету (1881—1882 і 1888—1889), посол-віриліст до Галицького крайового сейму і австрійського парламенту, міністр у справах Галичини при уряді Австро-Угорщини (1900—1906).

## Життєпис

### Освіта
Народився у сім'ї вчителя Яна П'єнтака і Бриґіди з роду Адамовських. У 1860 році закінчив Перемишльську гімназію і вступив на юридичний факультет Львівського університету. У 1864 році розпочав практику в Прокураторії Скарбу у Львові, а через три роки вступив на службу до Львівського Намісництва. 1867 року у Львівському університеті здобув ступінь доктора права, у 1869 році отримав габілітацію, а через рік став надзвичайним професором комерційного і вексельного права в університеті Львова. У січні 1871 року отримав veniam docendi (право викладання) з римського права. Найвищою постановою від 12 грудня 1872 року іменований надзвичайним професором цієї дисципліни, а 1 квітня 1876 року — звичайним професором римського права та комерційного і вексельного права Львівського університету.

### Академічна діяльність
У 1869 році розпочав виклади на юридичному факультеті Львівського університету. Двічі займав найвищі університетські посади: ректора (у 1881—1882 і 1888—1889 роках) і проректора (у 1882—1883 і 1889—1900 роках). Тричі був деканом юридичного факультету (1878—1879, 1883—1884 і 1890—1891). Чотири рази виконував функції продекана факультету (1879—1880, 1880—1881, 1884—1885 і 1891—1892). Від 1869 року був членом Урядової екзаменаційної комісії судового відділення. Від 1871 року — член, від 1886 — віце-голова, а від 1890 року — голова згаданої комісії з історично-правничих предметів.

### Професійна діяльність
Був одним із засновників часопису «Prawnik» (1870). На його сторінках опублікував багато наукових праць. У 1883 році став член-кореспондентом Історично-Філософського відділу Академії знань у Кракові. Також був член-кореспондентом Центральної статистичної комісії у Відні і Міжнародного статистичного інституту. Упродовж 1888—1897 років був головою Товариства учителів вищих шкіл у Львові.

### Суспільно-політична праця
В 1886—1895 роках засідав у Львівській міській раді, де в V секції займався організаційними і освітніми справами. Від 1 квітня 1899 до 8 квітня 1900 року був директором Галицької каси ощадності у Львові. Будучи ректором університету, в 1881 і 1888 роках засідав у Галицькому крайовому сеймі. У жовтні 1893 року отримав мандат до Австрійського парламенту (після зречення Францішка Смольки), у якому був членом і віце-головою т. зв. Польського кола. В парламентарській діяльності звертав увагу в основному на справи, пов'язані з судочинством і освітою, намагаючись усунути занедбання в цих ділянках на теренах Галичини. За згодою Польського кола у 1900 році зайняв посаду міністра в справах Галичини при цісарському уряді у Відні, яку до того посідав Казімєж Хлендовський. Обов'язки міністра виконував упродовж 6 років за урядування Ернеста Кьорбера, Пауля Ґауча і Конрада Гогенлое-Шіллінгсфюрста. По відході з посади міністра, став послом до Австрійського парламенту. У 1907—1909 роках — член палати панів.
Помер у Відні 26 лютого 1909 року. 2 березня 1909 року труна з тілом була привезена до Львова і похована на 13 полі Личаківського цвинтаря. У похороні крім очільників державних і освітніх установ, взяли участь львівські єпископи Юзеф Більчевський, Юзеф Теодорович та перемишльський єпископ Юзеф Пельчар.

## Відзнаки
- титул радника Двору (1893)
- Орден Залізної Корони I ступеня (1904)
- Великий хрест Ордена Леопольда (1906)

## Праці
- «Miscellanea z prawa handlowego i wekslowego. O giełdzie i czynnościach giełdowych ze stanowiska prawa austryackiego» (Львів 1877),
- «Miscellanea z prawa handlowego i wekslowego. O istotnych znamionach czynności kredytowych i ich nieważności według ustawy lipcowej z roku 1877» (Львів 1878),
- «Prawo spadkowe rzymskie» (Львів 1882).